# Psilogobius
A Psilogobius a csontos halak (Osteichthyes) főosztályának a sugarasúszójú halak (Actinopterygii) osztályába, ezen belül a sügéralakúak (Perciformes) rendjébe, a gébfélék (Gobiidae) családjába és a Gobiinae alcsaládjába tartozó nem.

## Rendszerezés
A nembe az alábbi 3 faj tartozik:
- Psilogobius mainlandi Baldwin, 1972 - típusfaj
- Psilogobius prolatus Watson & Lachner, 1985
- Psilogobius randalli (Goren & Karplus, 1983)